# Hansjörg Seeh
Hansjörg Seeh (* 29. März 1937 in Freiburg im Breisgau) ist ein deutscher Kommunalpolitiker (SPD).

## Leben
Seeh wurde als Kind einer sozialdemokratisch geprägten Familie geboren und wuchs in der Freiau in Freiburg auf. Seine Mutter Emmi Seeh war eine der bekanntesten Freiburger Kommunalpolitikerin der Nachkriegszeit und gehörte bis 1967 dem Gemeinderat an. Nach der Schulzeit wurde Hansjörg Seeh zunächst Starkstromelektriker beim städtischen Elektrizitätswerk und absolvierte daneben eine Fachausbildung für seine spätere hauptamtliche Tätigkeit bei der Arbeiterwohlfahrt. 1962 wurde er Organisationssekretär und 1966 Geschäftsführer im Kreisverband Freiburg der Arbeiterwohlfahrt. Dieses Amt hatte er bis 1988 inne.
Seeh wurde Mitglied der SPD und zog 1967 in den Freiburger Gemeinderat ein, dem er bis 1987 angehörte. Von 1969 bis 1980 war er Vorsitzender der dortigen SPD-Fraktion. Von 1988 bis 2002 war er Sozialbürgermeister von Freiburg. 1999 wurde er als Nachfolger von Sven von Ungern-Sternberg zum Ersten Bürgermeister und Stellvertreter des Oberbürgermeisters von Freiburg gewählt. Er amtierte bis zu seinem Eintritt in den Ruhestand 2002; ihm folgte Otto Neideck nach.
Seeh ist geschieden und hat zwei Söhne. Von 1972 bis 1994 lebte er im Stühlinger in Freiburg. Von 2008 bis 2022 war er ehrenamtlicher Vorstandsvorsitzender der Arbeiterwohlfahrt Freiburg.

## Ehrungen und Auszeichnungen
- 2002: Bundesverdienstkreuz am Bande[6]
- Carl-von-Rotteck-Medaille
- 2007: Marie-Juchacz-Plakette
- 2017: Bundesverdienstkreuz 1. Klasse[7]